# Eucalyptus calcareana
Eucalyptus calcareana är en myrtenväxtart som beskrevs av Boomsma. Eucalyptus calcareana ingår i släktet Eucalyptus och familjen myrtenväxter. Inga underarter finns listade i Catalogue of Life.